# Ferenc Fazekas

Bischofswappen von Ferenc Fazekaš

Ferenc Fazekas (* 29. September 1958 in Bečej, FVR Jugoslawien) ist ein serbischer Geistlicher und römisch-katholischer Bischof von Subotica.

## Leben
Ferenc Fazekas studierte von 1977 bis 1984 Philosophie und Theologie an der theologischen Fakultät in Zagreb und empfing am 29. Juni 1984 das Sakrament der Priesterweihe für das Bistum Subotica.
Neben verschiedenen Aufgaben in der Pfarrseelsorge war er von 2005 bis 2012 Dekan und von 2020 bis 2022 Generalvikar. Nach dem Tod von Bischof Slavko Večerin im August 2022 verwaltete er das Bistum Subotica als Diözesanadministrator.
Papst Franziskus ernannte ihn am 7. Oktober 2023 zum Bischof von Subotica. Der Erzbischof von Zagreb, Dražen Kutleša, spendete ihm am 11. November desselben Jahres die Bischofsweihe. Mitkonsekratoren waren der Erzbischof von Kalocsa-Kecskemét, Balázs Bábel, und der Bischof von Sisak, Vlado Košić.